# Royal Ruby

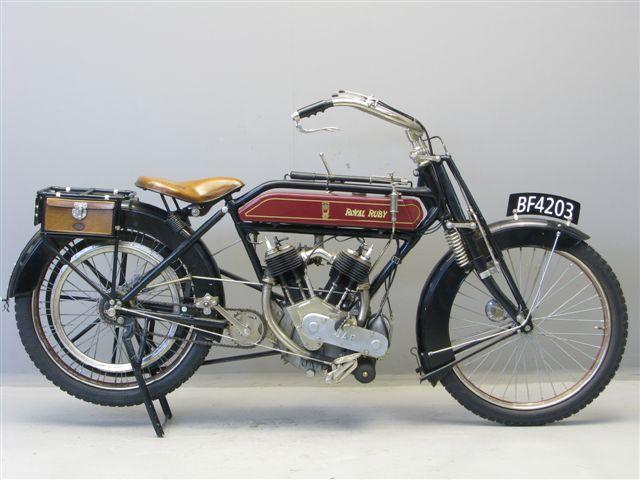
Royal Ruby 6 pk uit 1913 met een 750 cc JAP-zijklepmotor

Royal Ruby is een historisch merk van motorfietsen.
Royal Ruby Cycle Co. Ltd., Royal Ruby Works, Ancoats, Manchester, later Bolton (1909-1939).
Engels merk dat goede motorfietsen met eigen 350- en 375 cc motoren en 750- en 1000 cc JAP-V-twins bouwde. Vanaf 1927 kregen de modellen dubbele wiegframes, zadeltanks en lichtere motoren, zoals 172- tot 346 cc Villiers-blokken en 248- en 348 cc JAP-kopkleppers. Ook werden er driewielers met 346 cc Villiers- en 596 cc JAP-zijkleppers geleverd. Men staakte de productie toen de Tweede Wereldoorlog uitbrak.